# Olympus: Rifugio degli dei
Olympus: Rifugio degli dei ist ein Porno-Spielfilm des Regisseurs Joe D’Amato aus dem Jahr 1997.

## Handlung
Die griechischen Götter sind bekannt für ihren sexuellen Appetit. Als ein Paar aus der heutigen Zeit über eine Statue der Venus stolpert, sagen sie magische Worte, die sie einmal gehört haben. Daraufhin zeigen ihnen die Götter, wie es auf dem Olymp wirklich zugeht.
Der Film besteht aus 6 Szenen.

## Verschiedenes
Es ist der einzige Filmauftritt von Csilla Kalnay. Für die ungarische Schauspielerin Eniko Wrabel war es ihr Debüt.